# Únosy dětí během ruské invaze na Ukrajinu

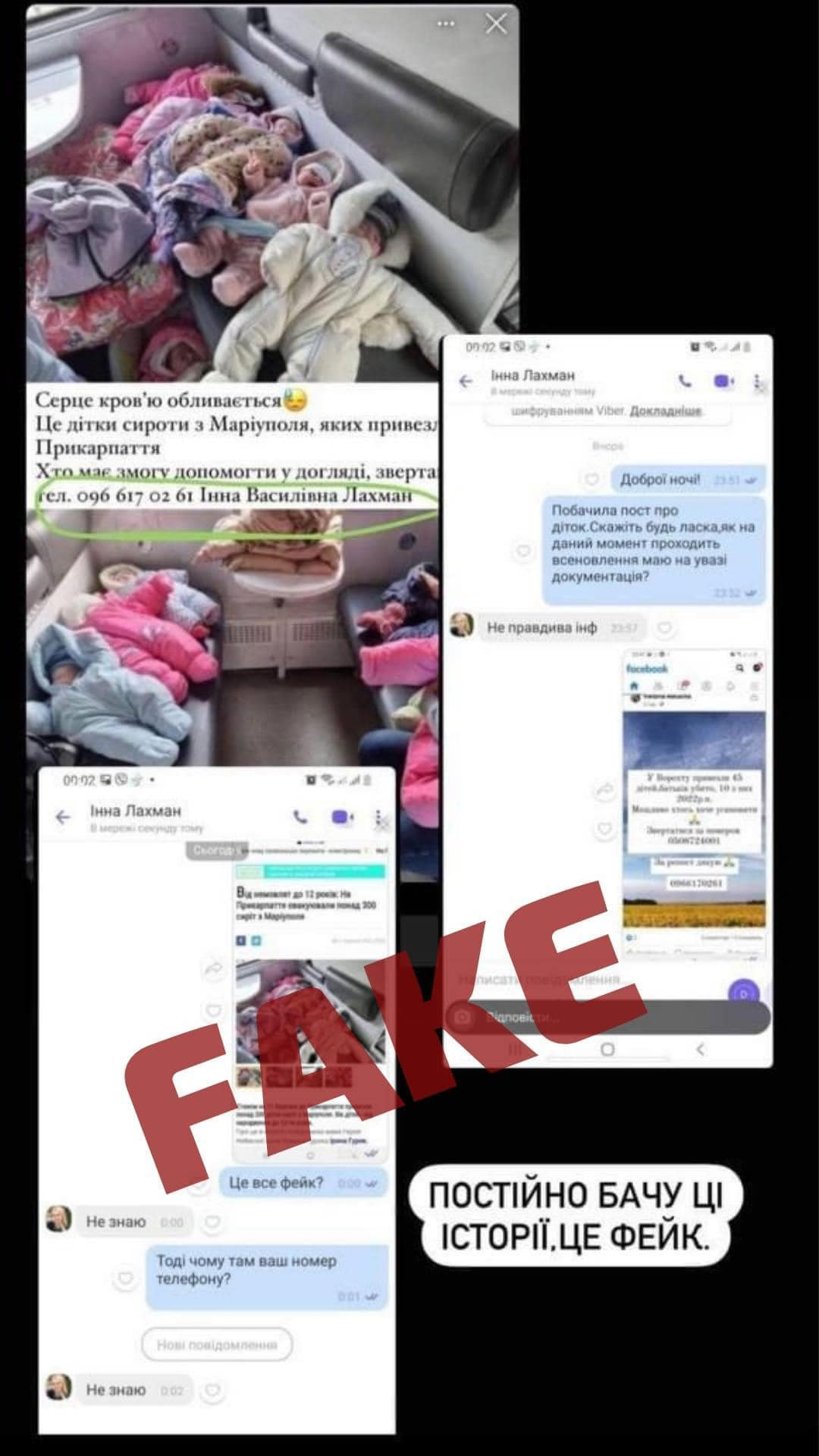
Od ruské invaze ukrajinské ministerstvo vnitra popírá příspěvky na sociálních sítích, kde se jednotlivci na okupovaných územích vzdávají údajně osiřelých dětí.

Během ruské invaze na Ukrajinu v roce 2022 byly tisíce ukrajinských dětí uneseny, deportovány a násilně adoptovány do Ruské federace. Organizace spojených národů prohlásila, že obvinění jsou „věrohodná“ a že ruské síly poslaly ukrajinské děti do Ruska k adopci jako součást rozsáhlého programu. Vyšetřování agentury Associated Press potvrdilo, že ruské síly násilně přesídlily ukrajinské děti bez jejich souhlasu, lhaly jim, že je rodiče opustili, využívaly je k propagandě, zakládaly pro ukrajinské sirotky letní tábory a „vlasteneckou výchovu“ a rusifikovaly je tím, že jim daly ruské občanství a pěstouny s cílem vymazat jejich ukrajinskou identitu.
Odhady počtu deportovaných ukrajinských dětí do Ruska se pohybují od 13 000 do 307 000, aniž by se uvádělo, kdy by se mohly vrátit do svých domovských měst. Ukrajinský úřad generálního prokurátora také tvrdil, že téměř 800 dětí v procesu deportace zemřelo nebo zmizelo. To by podle mezinárodního práva, včetně Úmluvy o genocidě z roku 1948, představovalo genocidu.
Dne 17. března 2023 vydal Mezinárodní trestní soud na zatykač na ruského prezidenta Vladimira Putina a ruskou zmocněnkyni pro práva dětí Mariji Lvovovou-Bělovovou. Oba jsou obviněni z válečného zločinu nezákonné deportace dětí během rusko-ukrajinské války.

## Pozadí
První zprávy o nucených deportacích do Ruska přišly v polovině března, během obléhání Mariupolu. Rusko však začalo s přesuny dětí z ukrajinských území již v roce 2014.
Již 22. března 2022 ukrajinské a americké úřady tvrdily, že více než 2300 dětí bylo uneseno ruskými silami z Doněcké a Luhanské oblasti.